# Хрома
Хро̀ма е река в Азиатската част на Русия, Източен Сибир, Република Якутия (Саха), вливаща се в Хромския залив (Хромска губа) на Източносибирско море. Дължината ѝ е 685 km, която ѝ отрежда 104-то място по дължина сред реките на Русия.
Река Хрома се образува от сливането на реките Темтекен (26 km, лява съставяща) и Немалак-Арангас (17 km, дясна съставяща), водещи началото си от Полоусния кряж (възвишение), на 444 m н.в., в северната част на Република Якутия (Саха). Горното течение на реката преминава през най-северозопадната част на Полоусния кряж, а останалата част от течението преминава през централната част на обширната Яно-Индигирска низина. Основното направление на реката е от югозапад на североизток, съпроводено с хиляди меандри. Влива се от югозапад чрез малка делта в Хромския залив (Хромска губа) на Източносибирско море.
Водосборният басейн на Хрома има площ от 19,7 хил. km2 и се простира в северната част на Република Якутия (Саха). В басейнът на реката има множество термокарстови езера.
Водосборният басейн на Хрома граничи със следните водосборни басейни:
- на запад – водосборните басейни на реките Чондон, Селях и Муксунуаха, вливащи се в море Лаптеви;
- на север – водосборния басейн на река Санга-Юрях, вливаща се в Източносибирско море;
- на изток и юг – водосборните басейни на реките Лапча и Индигирка, вливащи се в Източносибирско море.

Река Хрома получава получава множество притоци с дължина над 10 km, като 3 от тях са с дължина над 100 km:
605 → Тенкели 119 / 1120
386 → Киил-Бастаах 135 / 1420
9 → Юрунг-Юрях 314 / 6210
Подхранването на реката е снежно-дъждовно, като преобладава снежното. Пролетно-лятното пълноводие през юни и юли се сменя с епизодични дъждовни прииждание от юли до септември. Среден годишен отток в устието 80 m3/s, което като обем се равнява на 2,525 km3. Хрома замръзва в края на септември, а се размразява в края на май, като през зимните месеци замръзва до дъното.
По течението на Хрома няма постоянни населени места